# Teresina
Teresina és una ciutat de Brasil, capital de l'estat del Piauí. La seva població segons els cens de 2010 era de 814.230 habitants.
Està banyada per dos rius, el Parnaíba i el Potí els quals conflueixen al nord i a tocar d'aquesta localitat.